# Мурашниця санта-мартійська
Мурашниця санта-мартійська (Grallaria bangsi) — вид горобцеподібних птахів родини Grallariidae.

## Назва
Вид названо на честь американського зоолога Аутрама Бенгса (англ. Outram Bangs; 1863 — 1932).

## Поширення
Ендемік Колумбії. Поширений лише у горах Сьєрра-Невада-де-Санта-Марта на півночі країни. Його природне середовище проживання — субтропічні або тропічні вологі гірські ліси.

## Опис
Птах завдовжки 18 см. Верхня частина оперення від оливково-коричневого до сірувато-оливкового кольору. Його нижня частина коричнева з білими прожилками, за винятком яскраво-бурого горла, коричневих боків і корично-бурих нижніх частин крил.